# Justicia hilsenbeckii
Justicia hilsenbeckii är en akantusväxtart som beskrevs av T.F.Daniel. Justicia hilsenbeckii ingår i släktet Justicia och familjen akantusväxter. Inga underarter finns listade i Catalogue of Life.